# Embosovaná platební karta

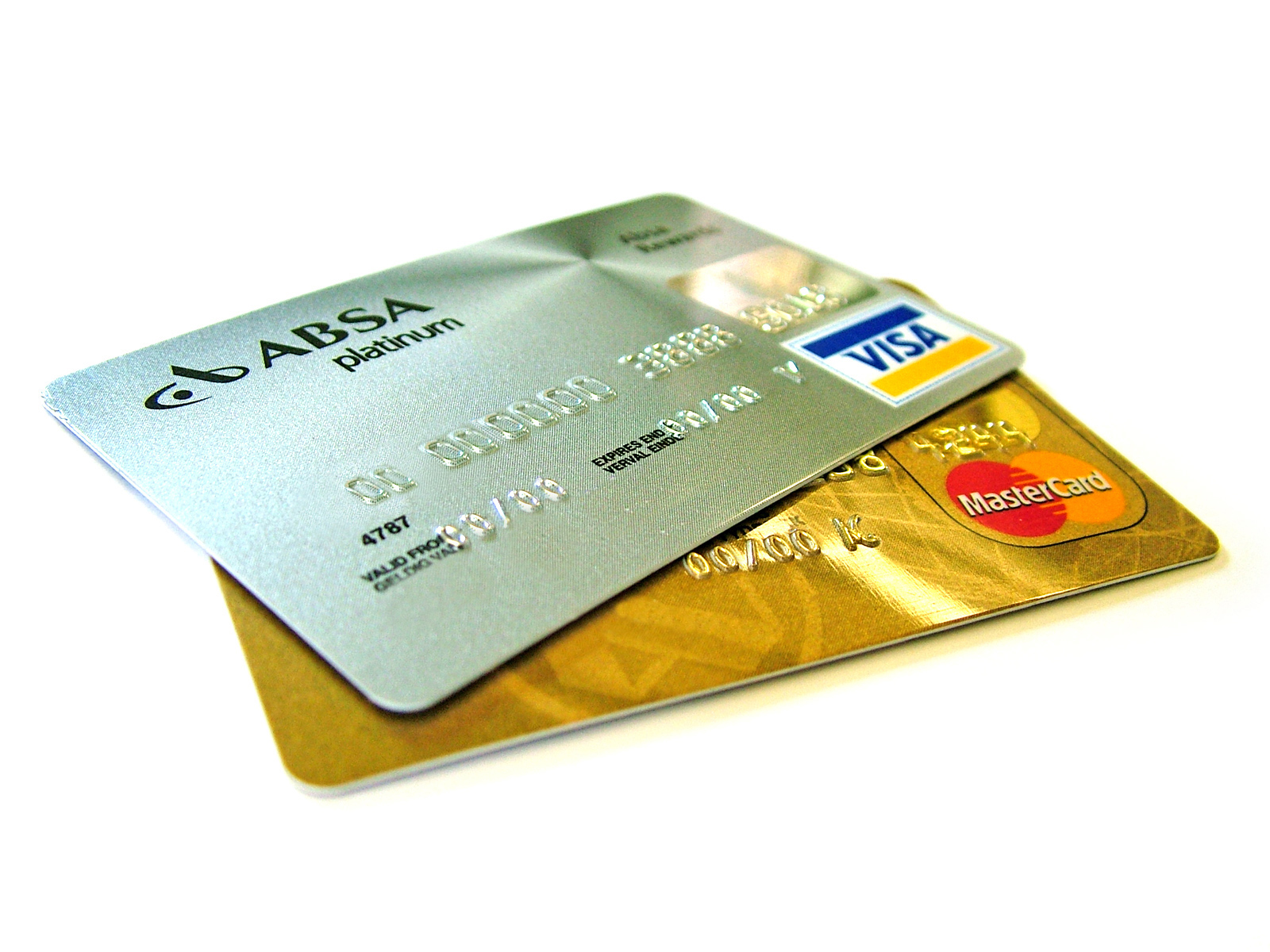
Embosované platební karty

Embosovaná platební karta (anglicky Embossed Payment Card) je typ platební karty, na níž jsou embossingem vyraženy údaje o vlastní kartě i o jejím majiteli (jeho jméno, dále číslo platební karty a doba její platnosti). Díky embosovaným údajům je možné kartou platit také v provozovnách nevybavených elektronickým platebním terminálem, kde se tak používá mechanické snímací zařízení nazývané imprinter. Ten při placení embosované informace z karty otiskne na účtenku, kterou následně zákazník podepíše. Embosované karty jsou proto (s ohledem na rozšíření elektronických platebních terminálů především v méně hospodářsky rozvinutých zemích) vhodné při cestách do zahraničí.

## Podoba karty
Vzhled a podobu platebních karet udávají pokyny ISO 3554 vydané Mezinárodní organizací pro normalizaci. Platební karta má podle nich tvar obdélníku o rozměrech 85,6 × 54,0 milimetrů s tloušťkou 0,76 milimetru. Je vyrobena z třívrstvého PVC, jež musí zvládat elastické vyrovnávání deformací při běžném používání karty. Současně její materiál nesmí obsahovat toxické látky, ale zároveň musí zajistit odolnost vůči chemickým vlivům při běžném používání a jeho struktura nesmí vykazovat nespolehlivost při teplotách prostředí od -35 do +50 °C při relativní vlhkosti vzduchu pohybující se od 5 do 95 % při 25 °C. V místech embossingu se karta navíc nesmí rozmačkat nebo zkroutit. Embossované údaje se do karty vyrážejí písmem OCR 7B (Optical Character Recognition) o výšce 3,63 milimetru. Některé bankovní instituce umožňují navíc přední stranu karty upravit umístěním obrázku dle zákazníkova přání nebo sem umístit například odrazovou plochu či imitaci kůže.
Na přední straně karty je uvedeno 12 až 19 ciferné číslo karty, dále platnost karty (u karet od společnosti MasterCard navíc ještě čtyřmístný identifikátor banky), na dalším řádku je uvedeno jméno držitele (nejvýše 27 znaků) a v posledním řádku je u služebních karet uvedeno jméno společnosti, k jejímuž účtu je platební karta vydána (opět maximálně 27 znaků). Zadní strana obsahuje magnetický proužek, v němž jsou zaznamenány identifikační údaje využívané při elektronických transakcích kartou, dále podpisový proužek pro záznam podpisového vzoru držitele karty a kód CVC nebo CVV.

## Princip fungování platební karty

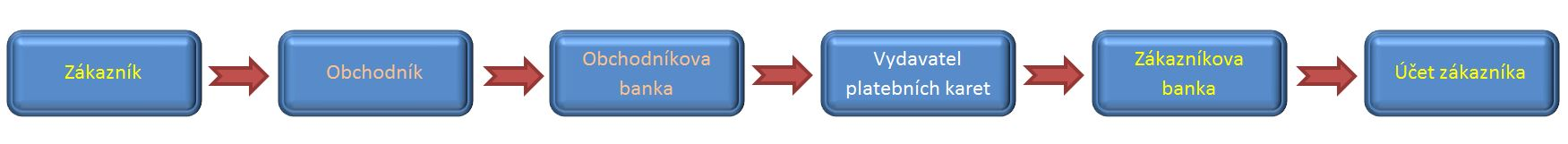
Schéma placení platební kartou

Způsob placení embosovanou kartou se neliší od plateb prováděných jinými platebními kartami. Zákazník pomocí karty zaplatí u obchodníka, který tuto částku následně požaduje od své banky. Ta ji zaplatí a vynaložené finance vyžaduje od vydavatele karty, tedy po společnostech Visa nebo MasterCard. Poté, co je vyplatí, jsou touto společností vyplacené peníze požadovány po bance, která kartu zákazníkovi vydala. Banka z jeho účtu požadovaný finanční obnos strhne a pošle jej vydavateli karet.

## Výhody platebních karet
Platební karty mají oproti hotovostním operacím několik výhod. Platba provedená kartou není anonymní, neboť ji lze zpětně dohledat a překontrolovat. Takto provedené platby jsou také více bezpečné a současně vedou ke snížení nákladů na zpracování hotových peněz, jejich úschovu a dopravu od obchodníka do banky. Fyzické peníze je navíc nutné tisknout a zabezpečit ochranou proti jejich padělání. Při cestách do zahraničí je potřebná směna hotovosti za cizí peníze, což u plateb prováděných kartou odpadá.
Používání karet takto přináší výhody jak pro držitele karty, tak pro obchodníka a spolu s tím též vydavateli karet. Držitel karty má totiž své prostředky lépe zabezpečeny (není nutné nosit při sobě hotovost), karty mají celostátní či mezinárodní použití, odbourávají se směnárenské poplatky i kurzové ztráty při výměnách valut, je však potřeba počítat s tím, že i banka má rozdílný kurz pro nákup/prodej, takže je vhodné vybrat takovou, která má kurzy co nejblíže středovému kurzu. Zároveň je potřeba počítat s tím, že mnoho měn je konvertováno dvakrát, tedy například z vietnamského dongu na EUR a poté na CZK, takže banka realizuje svoji přirážku dvakrát. Důležité je také dát při placení pozor na nabídku dynamického kurzu, který je obvykle silně nevýhodný a platit v měně, která je místní. Dále lze sledovat transakce uskutečněné platební kartou a je možné si k ní sjednat další doplňkové služby (například pojištění). Pro obchodníka má placení kartou přínos v jeho jednoduchosti a vyšší bezpečnosti (nemanipuluje s hotovostí). Přínosem pro něj je také zaručení platby, zvýšení jeho prestiže a udržení se v konkurenčním boji. Vydavatelé karet zase profitují ze zisku nových klientů, mohou vybírat poplatky za držení karty i za jednotlivé operace kartou uskutečněné a lze také nabízet komplexní služby pro organizace a podnikatele, jež karty využívají.

## Bezpečnostní rizika
Majitelé platebních karet by měli ve snaze o snížení bezpečnostních rizik dodržovat několik pravidel. Není vhodné platební kartu někomu půjčovat nebo vyzrazovat její PIN, popřípadě nechávat tento kód v blízkosti karty. Během placení nesmí zákazník ztratit svou kartu z dohledu. Současně je při operacích u bankomatu důležité zakrytí klávesnice bankomatu při zadávání PIN kódu. Je také vhodné průběžně kontrolovat výpisy z účtu, k němuž byla karta vydána, a případné nesrovnalosti ihned hlásit bance. Rizika potenciálně vzniklých škod lze snížit pojištěním zneužití karty.
Pokud dojde ke ztrátě platební karty, je nutné kartu zablokovat, čímž se předchází riziku jejího zneužití. U embosovaných karet je třeba provést tak zvanou stoplistaci, která zabrání provádět kartou nejenom on-line transakce přes internet, ale také neověřované transakce, jež embosované karty – na rozdíl od karet elektronických – umožňují. Při stoplistaci dojde k trvalému a nezrušitelnému zablokování platební karty. Akt lze provést pomocí telefonu a to i ze zahraničí.
U embosovaných karet je navíc důležité dodržet opatrnost při vyplácení hotovosti pomocí cash advance a obecně i při každém placení s pomocí mechanického protlačovacího imprinteru tzv. „žehličky“. Je především vhodné vizuálně kontrolovat, zda je do imprinteru k otisknutí vložena jen jedna vícedílná účtenka, a v případě, že bylo provedeno více otisků, trvat na fyzickém zničení takovýchto duplikátů, ještě před podpisem účtenky.[zdroj?]